# Aardbeving Turkije 2011
De aardbeving in Turkije op 23 oktober 2011 vond plaats 35 kilometer ten noordoosten van de plaats Van, in het uiterste oosten van Turkije. De beving had een kracht van 7,2 op de schaal van Richter. De aardbeving werd gevolgd door een schok van 5,6 op de schaal van Richter, volgens het Turkse geologische instituut Kandilli. Dit instituut mat in plaats van een kracht van 7,2 een kracht van 6,6.

## Geologische oorzaken en gevolg
Aardbevingen in Turkije hebben alles te maken met het feit dat de microplaat Arabia met ongeveer 25 mm per jaar naar het noorden beweegt. Arabia heeft aan de noordzijde de vorm van een punt en wringt zich tussen Turkije en Iran in. Daarbij duwt het Turkije naar het westen weg, richting Griekenland. Hierdoor vinden er veel aardbevingen plaats langs de Noord-Anatolische Faultzone (NAF, grote breukzone die richting Istanbul loopt) of de East Anatolian Fault (EAF). De aardbeving van 23 oktober had niet direct met deze breuken te maken, maar vond juist plaats aan de oostzijde, in het East Anatolian Plateau.
Gedurende de eerste twee weken werden meer dan 1400 naschokken gemeten, waarvan meerdere met een sterkte van boven de 6,5 op de schaal van Richter. De spreiding van deze bevingen in de kom van Van duid volgens Turkse geologen op de vorming van een nieuwe grote breuklijn die het gebied van het zuidwesten naar het noordoosten doorsnijd. Voorheen werden enkel meerdere kleine breuklijnen vastgesteld. Voor de komende maanden worden meer zware aardbevingen verwacht met een kracht tussen 5 en 7.

## Slachtoffers en schade
Het aantal dodelijke slachtoffers door de aardbeving wordt geschat tussen de vijfhonderd en duizend mensen. In de stad Van zijn enkele tientallen gebouwen ingestort. Tot nu toe zijn er ten minste 523 doden en ca. 1650 gewonden geteld. 187 mensen zijn levend onder het puin gered, enkelen van hen zijn later in het ziekenhuis alsnog overleden.
Geschat wordt dat de materiële schade in het getroffen gebied in de vele miljarden euro's zal lopen. De Turkse regering maakte daarnaast bekend dat het herbouwen van zo'n 40% van het totale Turkse bouwbestand nodig is, een project wat zo'n 255 miljard dollar zou gaan kosten.

## Intensiteit

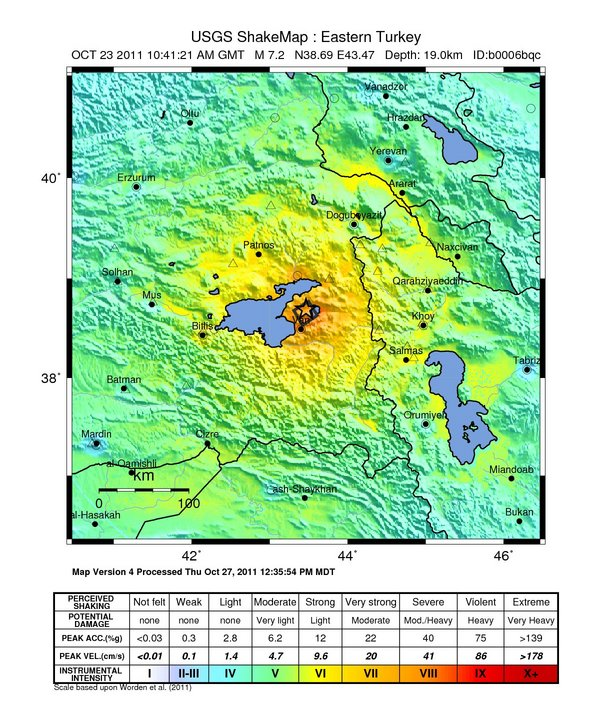
Epicentrum van de aardbeving

De aardbeving kon ook worden gevoeld in Georgië, Armenië en Iran. De intensiteit was MM II op de Schaal van Mercalli in Tbilisi, Georgië, MCC III in Jerevan, Armenië en MM II in Urmia, Iran. Volgens het Geofysisch Instituut van Israël, werd de aardbeving ook gevoeld in Tel Aviv.

## Reacties
Na de aardbeving zijn er vanuit de internationale gemeenschap verschillende aanboden tot hulp gekomen. Onder meer de Verenigde Staten, de Europese Unie, Rusland, China en landen in de regio, zoals Israël en Armenië, boden aan te helpen. Turkije heeft buitenlandse hulp echter geweigerd.
Het land maakte in eerste instantie bekend geen buitenlandse hulp nodig te hebben in de vorm van reddingswerkers. De buurlanden van Turkije; Azerbeidzjan, Bulgarije en Iran, hebben desondanks direct reddingswerkers naar het gebied gestuurd, zonder daarover met Ankara te overleggen. Turkije heeft op de derde dag van de ramp bekendgemaakt met name hulp op het gebied van huisvesting nodig te hebben. Japan en Israël reageerden hier direct op, later hebben ook meerdere landen tenten, dekens en tijdelijke huizen gestuurd. Veel noodtenten in het land werden tijdens de aardbeving al gebruikt door Syrische vluchtelingen. Google leverde een bijdrage met de site Google Person Finder. Met deze web applicatie konden mensen vermiste personen opsporen.